# 本宁顿县
本宁顿县（英語：Bennington County）是位于美国佛蒙特州的县份。根据2020年人口普查结果显示，该县人口为37,347人。该县县治为本宁顿和曼彻斯特，最大城市为本宁顿。该县设立于1778年。